# طراد الفئة دي
طرادات الفئة دي عبارة عن زوج من الطرادات الألمانية، حيث تم تصنيفها كـ Panzerschiffe ("السفن المدرعة") من قِبل كريغسمارينه. كانت السفن عبارة عن نسخ محسّنة من فئة لشركة دويتشلاند-فئة طراد، التي أذن بها أدولف هتلر في عام 1933. وكان الغرض منها مواجهة برنامج بناء بحري فرنسي جديد. زاد نزوحها إلى 20,000 طن كبير (20,000 t)، لكن هتلر سمح فقط بزيادة الدروع، مما حظر إضافات بطارية رئيسية للسفن. وضعت سفينة واحدة فقط من السفينتين، لكن تم إلغاؤها بعد أقل من خمسة أشهر من وضع عارضتها. تم تحديد أنه يجب توسيع التصميمات لمواجهة السفن الفرنسية الجديدة Dunkerque-فئة . تم استبدال عقود البناء للسفينتين من قبل Scharnhorst-فئة battleship. 

## الحواشي
1. ↑  Gröner، صفحة 63.
2. ↑  Gröner.